# Avellaneda (Vizcaya)

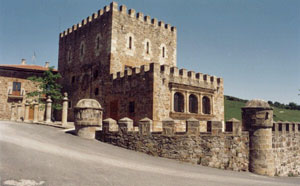
Casa de Juntas de Avellaneda.

Avellaneda es un barrio de la comarca de Las Encartaciones, provincia de Vizcaya, comunidad autónoma del País Vasco, España. En el Valle del Sosiego, perteneciente al municipio de Sopuerta.

## Geografía
Barrio en la feligresía de San Bartolomé. Su fama proviene porque antiguamente era la sede foral de la Casa de Juntas de Las Encartaciones de Vizcaya. El conjunto monumental de la Casa de Juntas es del siglo XIV, reformado en el siglo XX, en el que se encuentra el Museo de las Encartaciones.
Por Avellaneda pasaba la calzada romana que unía Burgos con Flaviobriga (Castro-Urdiales).

## Monumentos
Iglesia católica parroquial de san Bartolomé Apóstol, que es una pobre iglesia sin bóvedas, con tres altares, pórtico y espadaña.